# سیارک ۳۸۷۶
سیارک ۳۸۷۶ (به انگلیسی: 3876 Quaide، نامگذاری:1988KJ) سه هزار و هشتصد و هفتاد و ششمین سیارک کشف شده‌است که در ۱۹ مه ۱۹۸۸ کشف شد.
قدر مطلق سیارک برابر ۱۱٫۵۰ است.